# II. Gottfried hainaut-i gróf
II. Gottfried (? – 998) (francia forrásokban Godefroid Ier de Verdun) középkori frank nemesúr, Verdun és Hainaut grófja. 

## Élete
I. Gozelon alsó-lotaringiai herceg és felesége Uda (v. Matfriede) fia. 963 és 985 között Verdun grófja. 973-ban Werner hainaut-i gróf és bátyja, Renaud halálát követően megkapta az Hainaut grófja címet. A Gesta Episcorum Cameracensium feljegyzése szerint miután az előző hainaut-i grófot, III. Reginárt Brúnó kölni érsek száműzte, előbb Gottfried, majd utána Richer, Werner és Renaud liège-i grófok kapták meg az hainaut-i grófi címet, illetve utánuk Gottfried és Arnulf (feltehetően társ-grófokként).
979-ben II. Arnulf cambrai-i gróffal együtt védelmezte Cambrai városát Lothár nyugati frank király és Eudes de Vermandois ellen, II. Ottó német-római császár távollétében, aki ekkor Lengyelországba vezetett hadjáratot. Az "Epistolæ Bambergenses" feljegyzi, hogy "Gottefredus et Arnulfus marchiones" grófok csapatokat küldtek Ottó 980-as itáliai hadjáratába. Mivel a két grófot együtt említik, feltehető, hogy közösen kormányozták a korábbi Hainaut-i Grófság területeit.
985-ben Siegfried luxemburgi gróffal és más nemesekkel együtt visszafoglalták Verdun várát, de csak rövid időre, mert Lothár ismét elfoglalta a várost és foglyul ejtette Gottfriedet és Siegfriedet. Gottfried több, mint tíz évet töltött a francia király fogságában.
Források szerint 988-ban Bouillon várában találkozott testvérével, Adalbéron de Reims érsekkel.
A "Chronicle of Alberic de Trois-Fontaines" 998-ban feljegyezte, hogy Reginár gróf, III. Reginár fia ("comes Raginerus") elfoglalta a monsi kastélyt Gottfriedtől.
Feltehetően 998-ban, szeptember 3-án ("III Non Sep") halt meg, halálát a verduni Saint Vanne-templom feljegyzései rögzítették ("Godefridus comes pater ducis Gozelonis qui nobis Borrarum dedit").

## Családja és leszármazottai
Ld. Verdun grófjai